# Václav Korunka
Václav Korunka, né le 25 décembre 1965, est un ancien fondeur tchèque.

## Jeux olympiques d'hiver
- Jeux olympiques d'hiver de 1988 à Calgary (Canada) :
  -  Médaille de bronze en relais 4 × 10 km.

## Championnats du monde
- Championnats du monde de ski nordique 1989 à Lahti (Finlande) :
  -  Médaille de bronze en relais 4 × 10 km.

## Coupe du monde
- Meilleur classement final: 11e en 1993
- 3 podiums.